# Distretto di Theniet El Had
Il distretto di Theniet El Had (in arabo دائرة ثنية الأحد‎?, Dāʾirat Thaniyat al-aḥad) è un distretto della provincia di Tissemsilt, in Algeria.

## Comuni
Il distretto di Theniet El Had comprende 2 comuni:
- Theniet El Had
- Sidi Boutouchent